# Igreja Presbiteriana da Guiné-Bissau
A Igreja Presbiteriana da Guiné-Bissau é uma denominação reformada conservadora, confessional, calvinista, formada na Guiné-Bissau por missionários da Agência Presbiteriana de Missões Transculturais da Igreja Presbiteriana do Brasil. Conta atualmente com congregações em torno de Bissau e Gabu. A denominação é conhecida pelo seu trabalho educacional no país. 

## História
Na década de 1990 a Agência Presbiteriana de Missões Transculturais da Igreja Presbiteriana do Brasil iniciou um trabalho missionário em Guiné-Bissau. O trabalho instalou-se principalmente em Gabu e Bissau onde hoje foram organizadas igrejas no país.
Em 1996, o Rev. José Dilson Alves da Silva e sua família se instalaram em Gabu. Em 1997 foi organizada a primeira igreja presbiteriana do país.
Em 2003, o o Rev. Basílio Oliveira Gonçalves e sua família se mudaram para o Guiné-Bissau e fundaram novas comunidades em várias regiões. Outros missionários que serviram no pais foram: Rogério e Fabiana Pinheiro e Lucimar Augusta Rodrigues.
Em 2010, os missionários Cicília Vieira de Sá e seu esposo Alberto Sá iniciaram seu trabalho na capital do país. Em 2013, os missionários Danilo e Maria Joelma Soares também se juntaram a equipe missionária.
Em 2012, foi formado o seminário da denominação, que passou a formar seus próprios pastores. Até 2022, já haviam sido formados 16 alunos.
Em 2015, a denominação tinha igrejas e congregações em Pirada, Pegateço, Serração e Missira, além de um seminário . Em 2012 foram ordenadas ministros nascidos no país. A igreja atua ainda com trabalhos de cursos profissionalizantes, clinicas e escolas de treinamento e discipulado. 
Em 2016, o Rev. Antônio Xavier da Silva e sua esposa Luzinete também se mudaram para o país.
A denominação administra uma escola em Gabul e outra em Bissau, que em 2022 atendiam 400 alunos no total.
Em fevereiro de 2022, a denominação era formada por 12 igrejas e congregações, 8 pastores nacionais, 10 presbíteros, 10 diáconos e cerca de 370 membros.